# 櫻花街道
《櫻花街》是由Palette（ぱれっと）於2008年1月25日發售的PC用成人遊戲，同時也是作品中的一個虛構的地名。日文簡稱是（Sakurasse）。2008年8月29日發售Fan disc《櫻桃街》（さくらんぼシュトラッセ）。

## 概要
Palette的第7部作品，製作人員和第5作《假如明日天放晴》（もしも明日が晴れならば）是一樣的。（原畫：、劇本：NYAON、音樂：樋口秀樹）。與《假如明日天放晴》的沉重而嚴肅的內容相對，本作是比較輕快的的喜劇。故事發生在位於櫻花街的西餐廳「海鷗亭」（Restaurant Möwe）之中，是一個幻想系的戀愛冒險遊戲。女主角有4人。
作品名稱中的Strasse來自德語的Straße，意為「街道」。
在達成全部結局後，標題畫面會發生變化，同時作為贈品，可以看到全部角色的立繪，也可以聽到全部四位女主角和配角「克勞迪婭」「克里斯托夫」的聲優訪談。

## 劇情簡介
一個港口邊上有個被稱為樱花街的商店街。
這條街上的一角的西餐廳「海鷗亭」的長男「綾瀨春美」離開雙親，在另外一個的地方邊工作邊獨立生活。
突然他接到消息，在父親去世以後一個人支撐小店的母親病倒了。雖然沒有生命危險，不過需要住院一段時間。
為了讓失去了支柱的「海鷗亭」繼續經營下去，春美決定作為第三代老闆兼大廚開始工作。不過他做廚師的經驗不足，不能很好的滿足客人的口味。
雖然春美不斷努力，但是狀況總得不到改善。這是在他的面前出現了來自德國的少女，瑪麗。工作努力，性格溫順，做菜也拿手的她，實際是個魔女。

## 登場人物

### 主要角色
綾瀨春美（Ayase Harumi）
本作的主人公，英俊的少年。「海鷗亭」的老闆兼大廚。
瑪麗·魯德爾（Marie Rudel，聲：佐本二釐）
從德國不遠萬里乘坐掃帚來到春美身邊的魔法使少女。
綾瀨優佳（Ayase Yūka，聲：風音）
春美的繼姐，大學生。
里村花梨（Satomura Karin，聲：櫻川未央）
春美的青梅竹馬的少女。「美園學園」的學生，也是「海鷗亭」的女服務員。
琉璃（Lulli，聲：井村屋ほのか）
作為瑪麗的使魔一起來到日本的小個少女。真面目是黑貓。

### 配角
克勞迪婭·克萊門特（Claudia Clement，聲：一色光）
和瑪麗同一個村子出身的魔女，是她的師姐。
克里斯托夫·克萊門特（Cristof Clement，聲：青葉林檎）
克勞迪婭的弟弟。待人柔和，禮儀周全，是個會被誤認為女孩的美少年。
綾瀨美咲（Ayase Misaki，聲：本山美奈）
優佳的母親，也是春美的繼母。正在住院。
小野寺早希（Onodera Saki，聲：桃井莓）
「海鷗亭」的常客，女性。和優佳以前是在學校是同班同學，所以關係親密。

## 製作人員
- 原畫：
- 腳本：NYAON
- 音樂：BURTON、樋口秀樹（Tynwald music）

## 遊戲歌曲
- 片頭曲 
  - 作編曲：鈴木、歌&作詞：橋本美雪
- 片尾曲「Little Riddle」 
  - 作詞作曲&編曲：樋口秀樹、歌：WHITE-LIPS
- 插入曲「Rat-a-tat」 
  - 編曲：影家淳、作曲：BURTON、歌&作詞：橋本美雪
- 插入曲 
  - 作詞作曲&編曲：樋口秀樹、歌：WHITE-LIPS
  - 製作：近藤真樹

## 原声大碟收錄曲
| Disc1 -{ 01 秘密レシピ 02 碧眼の異邦人 03 春には澄んだ風を 04 太陽と景色 05 魔女の使い魔 06 今日も今日とて悪巧み 07 戦闘区域 08 出会いのとき 09 Orange Juice 10 かもめ亭にようこそ! 11 夕暮れの時間 12 ディナータイム 13 夜の風に 14 賑やかな時間 15 Cat dnace with mouse 16 明日はあっちだ 17 四葉のクローバー }- | Disc2 -{ 01 Rat-a-tat 02 優しい意地悪 03 遠い日の思い出 04 悲しみのクリスタル 05 触れ合う思いと心と 06 ゆるやかな時間 07 不思議の国 08 焦燥と戸惑い 09 哀しい誓い 10 魔女のクッキング 11 愛は永遠に… 12 咲き乱れるは春 13 ピクニック日和 14 約束 15 月明かりの庭で 16 月明かりの庭で -Piano Ver.- 17 Little Riddle 18 アイキャッチ1 19 アイシャッチ2 20 アイキャッチ3 21 アイキャッチ4 22 マリーへんし～ん }- |

## 評價
《櫻花街道》在日本美少女游戏与动画相关商品销售网站Getchu.com的2008年1月销量榜上排名第2名；2008年全年排名第17名。

## 関連項目
- Sultan 〜The Lovesong is Forever〜
- Dear My Friend

## 外部連結
- 官方网站（日語）
- 《櫻花街道》在視覺小說數據庫的頁面 （英文）